# ブルース・シャンド
ブルース・ミドルトン・ホープ・シャンド（Bruce Middleton Hope Shand、1917年1月22日 - 2006年6月11日）は、イギリスの軍人・陸軍少佐。
イギリス国王チャールズ3世の妃カミラの父である。